# Il silenzio dei prosciutti
Il silenzio dei prosciutti (The Silence of the Hams) è un film comico del 1994 scritto, diretto e interpretato da Ezio Greggio.
Il titolo in italiano è la traduzione letterale di quello originale in inglese The Silence of the Hams, un gioco di parole che si richiama a The Silence of the Lambs, letteralmente "il silenzio degli agnelli", titolo originale del film distribuito in Italia come Il silenzio degli innocenti, di cui è in parte una parodia, assieme al film Psyco.

## Trama
L'agente dell'FBI Jo Dee Fostar è impegnato a dare la caccia a un pericoloso serial killer, che ha ucciso più di 120 uomini in un mese. Colui che lo aiuterà a scovare il maniaco omicida è il Dottor Animal Cannibal Pizza, un criminale psicopatico rinchiuso nel manicomio di Hollywood. La fidanzata di Jo Dee Fostar, Jane Wine, ruba 400.000 dollari al suo datore di lavoro e si nasconde in un albergo di periferia, gestito da Antonio Motel. Lì troverà la morte, sotto la doccia, per mano di un'anziana signora.
L'FBI, non sapendo che pesci pigliare, arresta persone a caso, tra cui alcuni personaggi pubblici. Lily, la sorella di Jane, per trovarla contatta Jo, il quale torna dal Dr. Animal Cannibal Pizza, che, in cambio della concessione ad aprire una pizzeria, rivela il nome del presunto assassino. Jo e Lily trovano il motel e lì avviene una serie di colpi di scena: Antonio si rivela essere in realtà sua madre e anche Jo rivela un'identità nascosta. Pure gli altri presenti sono travestiti e ricompare Jane, che non era morta, con i soldi.

## Produzione
Inizialmente il film si sarebbe dovuto chiamare Psycho Zero.
Il film è nel Guinness dei primati per il maggior numero di attori registi impiegati in un solo film, in quanto, partecipano in brevi apparizioni registi come Joe Dante, John Carpenter, John Landis e Mel Brooks.
La parte di Lily Wine, andata a Joanna Pacuła, era stata iniziata proposta a Kelly LeBrock, che inizialmente accettò, ma in seguito anche su insistenza di Steven Seagal, all'epoca suo marito, dovette rinunciarvi, poiché incinta, anche se Greggio avrebbe voluto inserire una gag comica sulla maternità dell'attrice. Greggio avrebbe voluto anche Leslie Nielsen nel cast, ma all'epoca della produzione non era disponibile.

## Distribuzione

### Data di uscita
Alcune date di uscita internazionali nel corso degli anni sono state:
- 11 marzo 1994 in Italia[3][4]
- 1º giugno 1994 negli USA (The Silence of the Hams)[5]

### Home video
Negli anni novanta il film uscì in VHS. L'unica versione DVD distribuita fino al 2021 è uscita nella Repubblica Ceca, intitolata Mlčení šunek, in lingua inglese. Dal 26 gennaio 2021 è in vendita la versione italiana del film in DVD.

## Accoglienza

### Incassi
Si è classificato al 60º posto tra i primi 100 film di maggior incasso della stagione cinematografica italiana 1993-1994. Si è classificato al 28º posto tra i primi 40 film più noleggiati negli Stati Uniti d'America nel primo fine settimana di marzo del 1995.

### Critica
Ha avuto un'accoglienza negativa da parte della critica e ha ottenuto un punteggio pari a zero sul sito Rotten Tomatoes, dove viene recensito per sole otto volte e tutte in modo negativo (con una media di punti di 2,70 su 10).